# Dakota Allen
Dakota Devon Allen (Dallas, 2 novembre 1995) è un giocatore di football americano statunitense che milita nel ruolo di linebacker per i Cleveland Browns della National Football League (NFL).

## Carriera

### Los Angeles Rams
Allen fu scelto dai Los Angeles Rams nel corso del settimo giro (251º assoluto) del Draft NFL 2019. Il 31 agosto fu svincolato ma rifirmò il giorno successivo con la squadra di allenamento.

### Oakland Raiders
Il 24 settembre 2019, Allen firmò con gli Oakland Raiders. Debuttò nella NFL il 6 ottobre contro i Chicago Bears, giocando 8 snap negli special team. Fu svincolato il 30 ottobre dopo avere disputato 2 partite.

### Los Angeles Rams
Il 4 novembre 2019, Allen firmò per fare ritorno alla squadra di allenamento dei Los Angeles Rams.

### Jacksonville Jaguars
Il 10 dicembre 2019, Allen firmò con i Jacksonville Jaguars. Con essi chiuse la sua stagione da rookie disputando 3 partite.

### Cleveland Browns
Il 21 luglio 2022 Allen firmò con i Cleveland Browns.